# Шервуд, Ольга Даниловна
Ольга Даниловна Шервуд (род. 4 июня 1957, Ленинград, СССР) — российская журналистка, кинокритик. Почётный кинематографист России. Член Союза журналистов России.

## Биография
Родилась Ольга Даниловна Шервуд 4 июня 1957 года в Ленинграде, внучка скульптора Леонида Шервуда.
В 1981 году окончила факультет журналистики Ленинградского государственного университета. Работала корреспондентом газеты «Кадр» киностудии «Ленфильм» в 1975—1978 годах. В 1982—1984 годах — в «Кинонеделе Ленинграда».
С 1985 года работает корреспондентом и обозревателем в газете «Вечерний Ленинград» (ныне — «Вечерний Петербург»), с 1994 года — заведующей отделом культуры газеты.
Публиковалась в журналах: «Искусство кино», «Сеанс», «Premiere», «Кино» (Рига), «Техника кино и телевидения»; в газетах: «Вечерний Петербург», «Литературная газета», «Смена», «Невское время».

## Награды и призы
- 1998 — Медаль ордена «За заслуги перед Отечеством» II степени[3]
- 1999 — Премия Гильдии киноведов и кинокритиков России «Белый слон»[4]

## Общественная позиция
В марте 2014 года подписала письмо «Мы с Вами!» в поддержку Украины.
В 2018 году поддержала обращение Европейской киноакадемии в защиту заключённого в России украинского режиссёра Олега Сенцова.